# 张帅 (1993年1月18日)
张帅（1993年1月18日—），男，河南开封人，中国足球运动员。现效力中国足球超级联赛球队北京国安，司职后卫。

## 生平

### 俱乐部生涯
张帅在北京国安梯队接受足球训练，2012年入选北京国安梯队球员组成的北京青年参加2012年中国足球乙级联赛。他是北京青年的主力中后卫，在2012赛季出场22次，射进2球。2013年1月，张帅被北京国安的新任主教练斯塔诺耶维奇提升进入一线队。